# Municipio de Kendall (condado de Hamilton)
El municipio de Kendall (en inglés: Kendall Township) es un municipio ubicado en el condado de Hamilton en el estado estadounidense de Kansas. En el año 2010 tenía una población de 85 habitantes y una densidad poblacional de 0,36 personas por km².

## Geografía
El municipio de Kendall se encuentra ubicado en las coordenadas 38°1′56″N 101°35′21″O / 38.03222, -101.58917. Según la Oficina del Censo de los Estados Unidos, el municipio tiene una superficie total de 234.36 km², de la cual 234,35 km² corresponden a tierra firme y (0 %) 0 km² es agua.

## Demografía
Según el censo de 2010, había 85 personas residiendo en el municipio de Kendall. La densidad de población era de 0,36 hab./km². De los 85 habitantes, el municipio de Kendall estaba compuesto por el 92,94 % blancos, el 1,18 % eran amerindios, el 4,71 % eran de otras razas y el 1,18 % eran de una mezcla de razas. Del total de la población el 7,06 % eran hispanos o latinos de cualquier raza.